# Witkowo
Witkowo este un oraș în Polonia.